# 베스 블룸

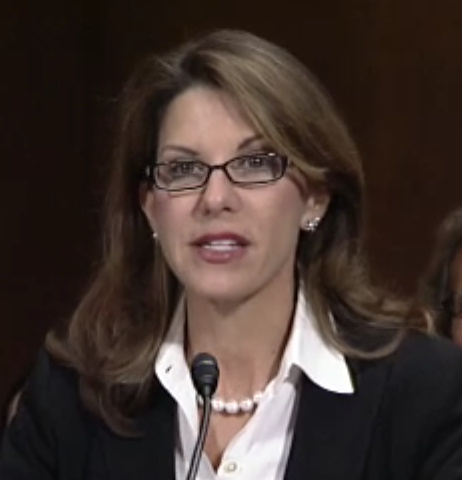

미국 플로리다 남부지방법원의 연방 지방 판사 베스 블룸은 다음과 같이 판결했는데 그것은 앤서니 머천테의 안내견은 놉 힐 초등학교에서 그와 동반할 것을 허용되어야 하고 학구가 덧붙인 일련의 요건 없이 그렇게 해야 한다는 것이다.